# Erica glabella
Erica glabella là một loài thực vật có hoa trong họ Thạch nam. Loài này được Thunb. mô tả khoa học đầu tiên năm 1794.

## Hình ảnh

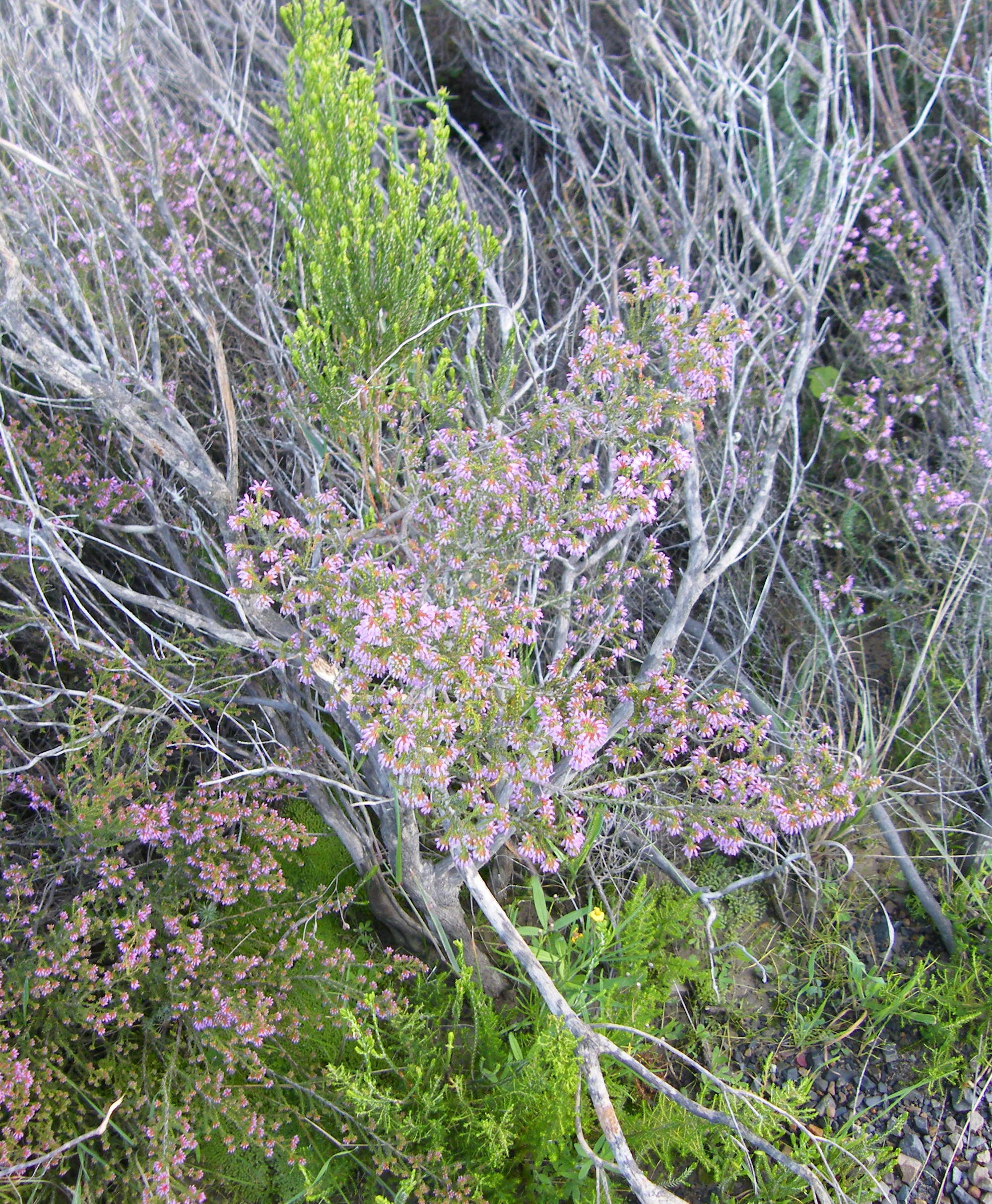
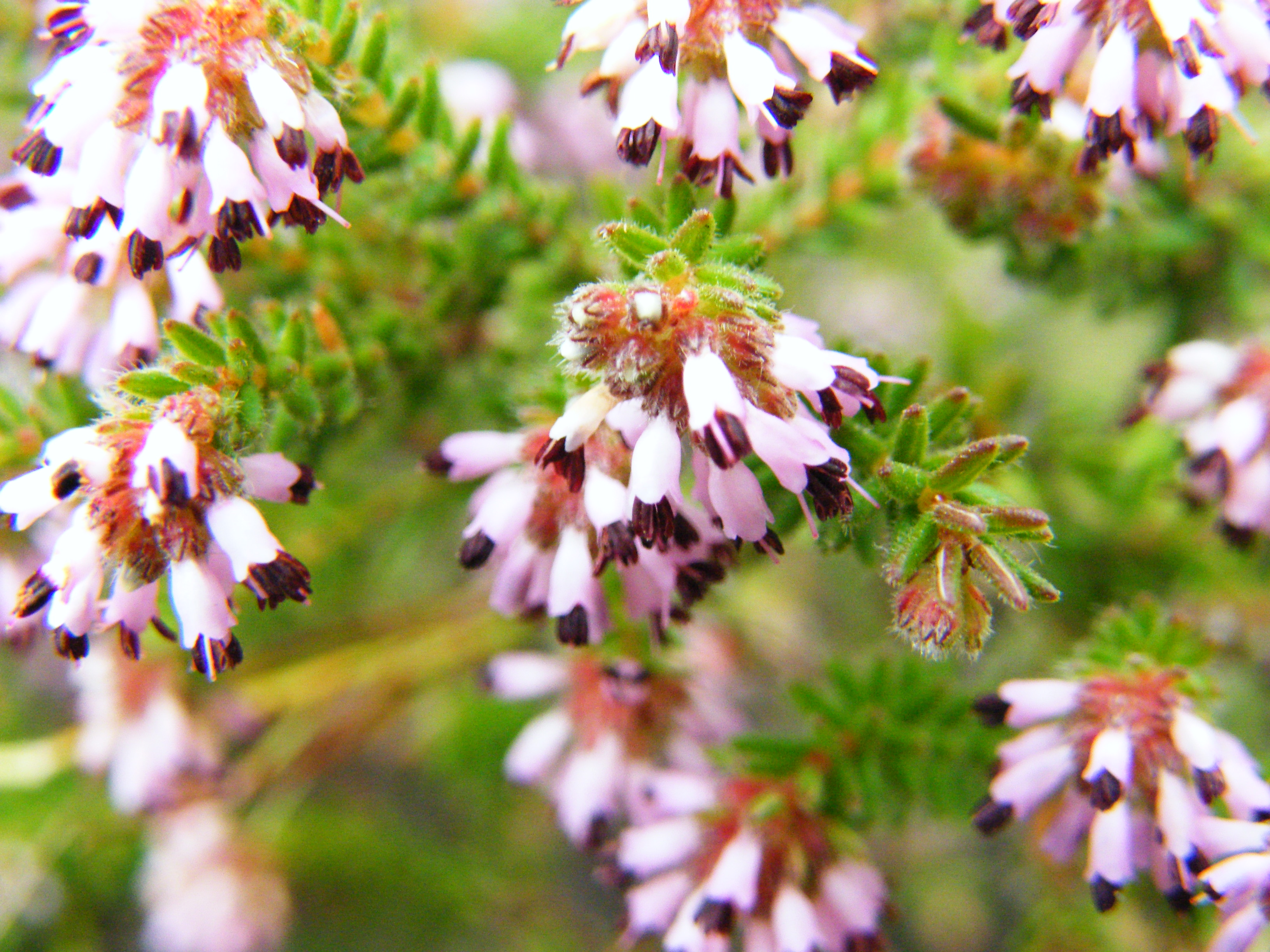